# Оитуз (Ковасна)
Оитуз (рум. Oituz) насеље је у Румунији у округу Ковасна у општини Брецку. Oпштина се налази на надморској висини од 640 m.

## Становништво
Према подацима из 2002. године у насељу је живело 347 становника.

### Попис2002.
| Расподела становништва по националности 2002.‍ | Расподела становништва по националности 2002.‍ | Расподела становништва по националности 2002.‍ | Расподела становништва по националности 2002.‍ | Расподела становништва по националности 2002.‍ |
| --------------------------------------------- | --------------------------------------------- | --------------------------------------------- | --------------------------------------------- | --------------------------------------------- |
|                                               |                                               |                                               |                                               |                                               |
| Румуни                                        | Румуни                                        |                                               | 89                                            | 25,6%                                         |
| Мађари                                        | Мађари                                        |                                               | 253                                           | 72,9%                                         |
| Чанго                                         | Чанго                                         |                                               | 5                                             | 1,4%                                          |